# Ciocalypta
Ciocalypta is een geslacht van sponsdieren uit de klasse van de Demospongiae (gewone sponzen).
De wetenschappelijk naam voor het geslacht werd voor het eerst geldig gepubliceerd in 1862 door James Scott Bowerbank.

## Soorten
- Ciocalypta aciculata Carter, 1885
- Ciocalypta aderma (Lévi & Vacelet, 1958)
- Ciocalypta alba Carvalho, Carraro, Lerner & Hajdu, 2003
- Ciocalypta alleni de Laubenfels, 1936
- Ciocalypta carballoi Vacelet, Bitar, Carteron, Zibrowius & Perez, 2007
- Ciocalypta digitata (Dendy, 1905)
- Ciocalypta expanda Tanita & Hoshino, 1989
- Ciocalypta gibbsi (Wells, Wells & Gray, 1960)
- Ciocalypta gracilis Topsent, 1897
- Ciocalypta heterostyla Hentschel, 1912
- Ciocalypta hyalina (Pulitzer-Finali, 1978)
- Ciocalypta hyaloderma Ridley & Dendy, 1886
- Ciocalypta massalis (Carter, 1883)
- Ciocalypta melichlora Sollas, 1902
- Ciocalypta microstrongylata Vacelet, Vasseur & Lévi, 1976
- Ciocalypta minuta Rezvoi, 1931
- Ciocalypta penicillus Bowerbank, 1862
- Ciocalypta polymastia (Lendenfeld, 1888)
- Ciocalypta porrecta (Topsent, 1928)
- Ciocalypta rutila Sollas, 1902
- Ciocalypta sasuensis Kang & Sim, 2008
- Ciocalypta simplex Thiele, 1900
- Ciocalypta stalagmites Hentschel, 1912
- Ciocalypta tyleri Bowerbank, 1873
- Ciocalypta vansoesti (Hooper, Cook, Hobbs & Kennedy, 1997)
- Ciocalypta weltneri Arnesen, 1920